# Château de Peyrepertuse
Le château de Peyrepertuse (en occitan : Castèl de Pèirapertusa) est un ancien château fort dit cathare, aujourd'hui en ruine dont les vestiges se dressent sur la commune française de Duilhac-sous-Peyrepertuse dans le département de l'Aude, en région Occitanie. Il est le centre du micro-pays et de l'ancienne seigneurie du Peyrepertusès (en occitan : Pèirapertusés).
Les ruines du château font l’objet d’un classement au titre des monuments historiques par arrêté du 19 mars 1908. Il est candidat pour l'inscription au patrimoine de l'UNESCO conjointement avec la cité de Carcassonne, les châteaux d'Aguilar, de Montségur, du Puilaurens, de Quéribus, de Termes et deLastours.
L'inscription du château et ses abords aux sites naturels a été abrogée au profit du classement en 2017 du site du « Puech de Bugarach et de la crête nord du synclinal du Fenouillèdes » englobant le château.

## Toponymie
Le nom de Peyrepertuse est un emprunt à l'occitan languedocien Pèirapertusa, de pèira et pertusa qui veut dire « pierre percée » :
- Pèira vient du latin pĕtra, lui-même emprunté au grec ancien πέτρα « rocher, roche »[4],[5],

- Pertusa vient du latin pertūsa, participe passé nominatif singulier féminin de pertundō « percer d'outre en outre, transpercer ; perforer ; creuser ; percer  »[6].

## Localisation
Les vestiges du château se dressent sur une crête calcaire à près de 800 m d'altitude, en haut d'une colline qui sépare Duilhac-sous-Peyrepertuse du village de Rouffiac-des-Corbières, dans le département français de Aude, dans le massif des Corbières.
Position stratégique, dominant garrigue et vignes, il permet à la fois de voir loin dans les différentes vallées qui l'entourent, de contrôler les cols ou de communiquer par signaux avec le château de Quéribus un peu plus au sud.
La vue du château depuis Duilhac (au sud) est impressionnante en raison de l'abrupt de 30 à 40 mètres sur lequel le château est posé. L'entrée principale se trouve du côté nord mais, à l'époque des cathares, un passage dérobé permettait, après un chemin étroit derrière un gros éperon rocheux, de pénétrer dans le château au moyen d'une échelle amovible. Aujourd'hui la poterne du passage dérobé est fermée, mais le chemin est toujours présent (le passage derrière l'éperon est exceptionnel) et il est possible de terminer l'ascension par une voie d'escalade.

## Historique

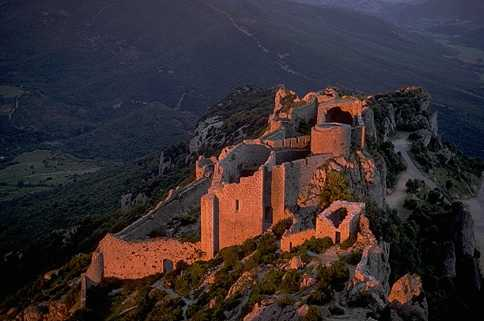
Le bas-château de Peyrepertuse au soleil couchant.

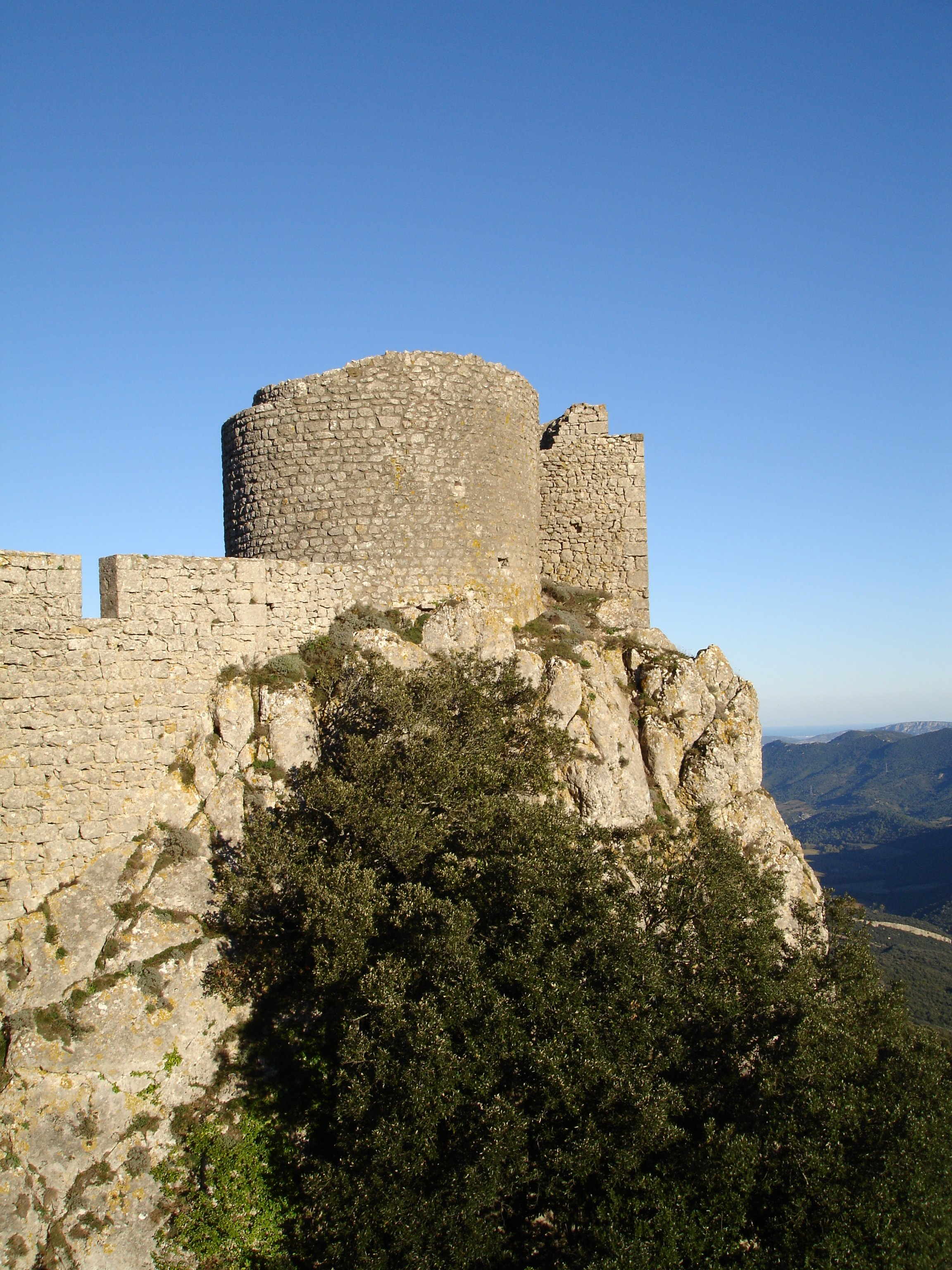
Vieux donjon du château.

Le château de Peyrepertuse appartient à l'ensemble des « Cinq fils de Carcassonne », aux côtés des châteaux de Quéribus, Puilaurens, Termes et Aguilar, tous édifiés au sommet de pitons rocheux réputés « imprenables ». En raison de son étendue remarquable, il est surnommé la « Carcassonne céleste ».
Des fouilles archéologiques ont révélé la présence sur le site de vestiges remontant au Ier siècle av. J.-C.. 

### Époque carolingienne
Au IXe siècle, le territoire du Perapertusès, dépendant de Peyrepertuse, relève du comté de Razès jusqu’en 874. À cette date, il en est détaché, ainsi que la vicomté de Fenouillèdes, juridiquement liée au Perapertusès, pour être rattaché au comté de Cerdagne jusqu’en 988.

### Moyen Âge central
Vers 1020, le site passe sous la souveraineté du comte Bernard Taillefer de Besalú. C’est également à cette époque que la première mention d'un château est attestée. Celui-ci fait l'objet d'importants travaux de fortification au XIIe siècle.
En 1111, Peyrepertuse est intégré au comté de Barcelone avant de passer sous la domination de la vicomté de Narbonne. À partir de 1180, le comte de Barcelone, Alphonse II, devenu roi d’Aragon, s’affranchit de la suzeraineté du roi de France, faisant de la région une zone frontalière de facto.

### Sous Louis IX
Durant la croisade des Albigeois, le château est le fief de Guillaume de Peyrepertuse, excommunié pour hérésie en 1224. Après la chute de Carcassonne, il se soumet et cède le château à Louis IX en 1239. À partir de 1242, l'édifice connaît une importante phase de renforcement : entre 1250 et 1251, est édifié le donjon Sant Jòrdi, construit plus en hauteur sur la crête et accessible par l’« escalier de saint Louis », taillé dans la roche. Le « Donjon Vieux » ainsi que l’église Sainte-Marie, antérieurement existante, font également l’objet de réaménagements.
La situation politique demeure instable jusqu'à la signature du traité de Corbeil en 1258, qui fixe définitivement la frontière au sud du château. Peyrepertuse devient alors, avec Puilaurens et Quéribus, l'une des forteresses royales chargées de la défense de la frontière française face au royaume d'Aragon, puis à l’Espagne, jusqu’au XVIIe siècle. En 1258, la garnison du château se compose de neuf sergents d’armes sous le commandement d’un capitaine. 

#### Chantier de reconstruction
Le chantier de construction du château de Peyrepertuse est documenté entre juin 1250 et juin 1251 par un registre comptable royal, étudié par Lucien Bayrou. Ce document, conservé dans les archives de la sénéchaussée de Carcassonne, offre un aperçu précis de l'organisation matérielle, humaine et financière d'un chantier royal au XIIIe siècle.  
Sont mentionnés :
- Le maître d'œuvre, désigné comme massonus operi, est un officier royal rattaché à la sénéchaussée. Il n'est pas rémunéré directement pour sa fonction, bénéficiant déjà d'un traitement en tant qu'officier royal, ainsi que de remboursements pour ses déplacements. Cependant, le compte révèle qu'il tire un profit substantiel de l'achat des pierres en mentant sur le prix réel des pierres, réalisant une marge de 2400 % en acquérant 2000 pierres à 1 sou chacune.

- Arnaud Boname ou Bonome
- Arnaud Estaut, dont la bête (c'est le mot utilisé dans le texte) a porté le bois au chantier
- Arnaud Pertaut
- Colin : ouvrier charpentier à la journée
- Sire Étienne : ouvrier
- Galardo : ouvrier
- Gauffroy le Poitevin
- Gérard : ouvrier charpentier à la journée
- Giraldin
- Guilami le Breton : ouvrier
- Guilhem de Pasen
- Jaquet
- Jauffroy : tailleur de pierre
- Jauffroy de Come : lapidice, il porte le titre de massonus operi, chef de chantier présent sur place
- Jean : ouvrier charpentier à la journée
- Jean de Gant : ouvrier
- Jean de Montadeira
- Nicolas Bon
- Philippe de Rouffiac : ouvrier
- Pierre de Brave : fournisseur de tuiles pilées
- Pierre de Cusor
- Pierre de Nafina
- Pierre Maria : porté par une bête, a fourni une bête qui a porté le bois au chantier
- Pierre Pauc ou Pauch : maitre des citernes ; le texte parle de l'achat d'une robe pour Pierre Pauc
- Pierre Pons
- Raimond Arnaud
- Raimond Bonome
- Raimond Carbonel
- Raimond Estaut
- Raimond Gerard
- Raimond Gros
- Raimond Pastor
- Raoul de Reims
- Raoulin de Compeine : ouvrier
- Stéphane le Normand
- Symon : maçon
- la femme de Paza

##### Analyse
Le chantier mobilise une grande diversité d'ouvriers. On trouve ainsi des ouvriers spécialisés (charpentiers, maçons, tailleurs de pierre, forgerons) rémunérés entre 12 et 14 deniers par jour. Au contraire, les manœuvres (simples porteurs et aides) sont rémunérés entre 5 et 9 deniers par jour. Les "hommes de terre" sont des paysans des villages voisins (Rouffiac, Soulatgé, Duilhac) réquisitionnés pour porter du bois, payés 4 deniers par jour. Quelques noms révèlent leur origine (Guilami le Breton, Jean de Gant), signalant une mobilité géographique ; ces personnes sont probablement venues de leur région dans le Languedoc, dans un contexte de reconstruction après la croisade des Albigeois et donc de besoin de main d'œuvre créant une offre avec des salaires intéressants. Le sire Étienne est possiblement un seigneur cathare vaincu. 
Les matériaux utilisés comprennent le bois, la pierre, le métal et la corde. Le bois est prélevé dans les forêts environnantes, transporté jusqu'à Rouffiac, puis acheminé au château. Le compte mentionne l'utilisation d'un ingenium, probablement une cage à écureuil, pour faciliter le levage des matériaux. 

### Moyen Âge tardif
En 1321, la ville de Carcassonne reçoit l’ordre d’acheminer au château vingt casques à large bord plat, dix-sept arbalètes de deux modèles distincts et neuf crocs, nécessaires à son équipement.
En 1355, Henri de Trastamare, prétendant au trône de Castille et allié de Bertrand du Guesclin, défait à la Bataille de Nájera, trouve refuge au château avec l’autorisation du roi de France Charles V.

### Époque moderne
En 1542, Jean de Graves, seigneur de Sérignan, s'empare brièvement de Peyrepertuse au nom de la réforme protestante, avant d’être capturé et exécuté.
Le traité des Pyrénées, signé en 1659, déplace la frontière franco-espagnole au sud des Pyrénées, entraînant le déclassement de Peyrepertuse en tant que place stratégique. Le château conserve cependant une garnison réduite, sous le commandement d’un officier subalterne, jusqu’à son abandon à la Révolution française. 

### Époque contemporaine
Vendu comme bien national en 1820, le site tombe progressivement en ruines. La première campagne de consolidation et de restauration du monument débute en 1950, marquant ainsi le début de sa mise en valeur patrimoniale.

## De nos jours

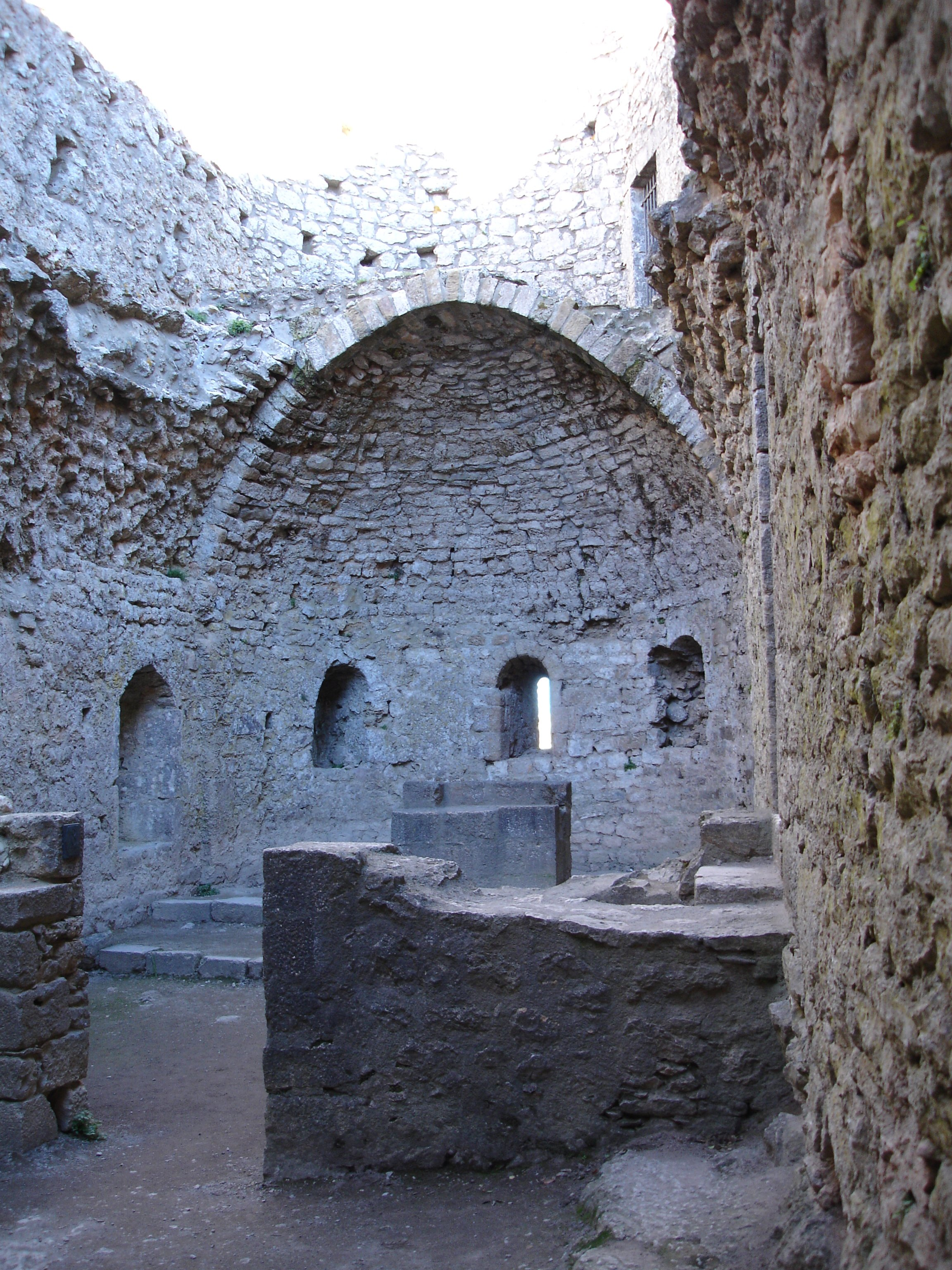
Vestiges de l'église Sainte-Marie.

Ses ruines accueillent aujourd'hui près de 100 000 visiteurs par an. À 800 m d'altitude, elles dominent le vignoble des Corbières et le village de Duilhac-sous-Peyrepertuse.
On y accède par une route qui s'arrête juste au-dessous de la falaise sur un parking, les visiteurs peuvent ensuite utiliser un chemin (environ un quart d'heure) pour faire le tour du château par l'est et rentrer par l'entrée principale côté nord. Même si le château est en ruines, la plupart des murs sont encore debout, certaines pièces sont encore bien conservées, notamment l'église Saint-Marie fortifiée dans le bas-château, avec son autel, et une partie de sa voute. Une citerne se trouve au fond.
Un sentier de grande randonnée, une variante du sentier cathare, part du village de Duilhac (prendre la route du château sur quelques centaines de mètres avant de prendre à droite un petit chemin qui coupe les lacets).
Par temps d'orage ou de grand vent, la montée est fortement déconseillée et souvent interdite pour protéger les visiteurs de la foudre et des glissades dangereuses dans l'escalier Saint-Louis, qui relie l'ancien château au donjon, déjà fort glissant par beau temps.
La falaise de calcaire est propice à l'escalade et les voies aboutissent toutes ou presque dans l'enceinte, les grimpeurs terminant leur ascension sous le regard des touristes spectateurs.

## Description
Les ruines actuelles datent pour l'essentiel du XIIIe siècle (époque française).
Le château mesure 300 mètres de long et 60 mètres de large dans sa plus grande largeur, et présente une allure générale d'un immense vaisseau de pierre, avec sa proue effilée sur laquelle on disposait une pierrière.
L'entrée, précédée d'une barbacane, se trouve au nord et en constitue l'unique accès, à l’exception d'une poterne dérobée accessible par une échelle mobile. Le reste du château est inaccessible de par les falaises qu'il surplombe. Tout le château est entouré de remparts soigneusement accrochés en haut des à-pics. Mais la muraille de la partie nord est plus accessible et plus imposante que celle de la partie sud qui est composée de pentes très abruptes. Il est composé de deux esplanades à l'est et à l'ouest. Celle de l'est est bordée d'une courtine de 120 mètres de long jalonnée par deux tours de plan semi-circulaire. Cette enceinte « basse » a conservé son chemin de ronde formé de dalles reposant sur des corbeaux. Le côté sud est défendu par l'à-pic de la falaise. L'angle nord-ouest abrite la porte d'entrée. On peut observer sur cette esplanade le château primitif du comte de Besalù et la chapelle du XIIe siècle. Une ancienne citerne d'eau est visible près du château primitif.
Le donjon vieux est formé de l'église Sainte-Marie, de style roman, et d'un logis, constitué de deux pièces voûtées superposées. Quatre citernes, d'une capacité variant entre 12 et 40 m3, alimentaient le château. La tour du « logis du Gouverneur » est pourvue d'archères en bêche. Une courtine crénelé rejoint le chevet de l'église Sainte-Marie qui a été surhaussé et fortifié ; les merlons sont percés d'archères.
Sur l'esplanade ouest se dresse le château plus récent perché sur le roc Sant Jòrdi. Il a été construit sur l'ordre du roi saint Louis en 1242 pour renforcer la forteresse. Pour y accéder, un escalier dit « de Saint-Louis » assez vertigineux monte le long de la paroi du roc. Le « donjon de Sant Jòrdi » est un château avec son propre système de défense capable de résister aux assaillants ayant réussi à accéder à la forteresse et possédait sa propre chapelle dans le donjon, la chapelle Sant Jòrdi (Saint-Georges) à nef unique.
Les archéologues ont découvert sur le site des fours à usage domestique. Un passage voûté de 2,80 mètres de long permettait d'accéder à la source « Font de la Jaqueta » située en contrebas de la forteresse.

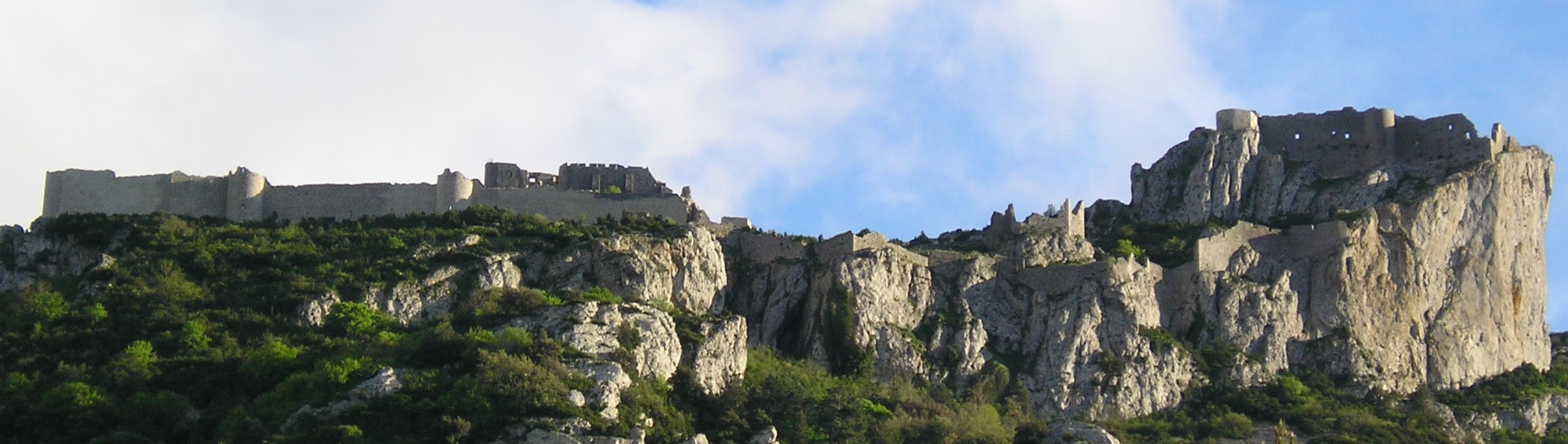
Le château de Peyrepertuse, vu depuis la commune de Rouffiac-des-Corbières.

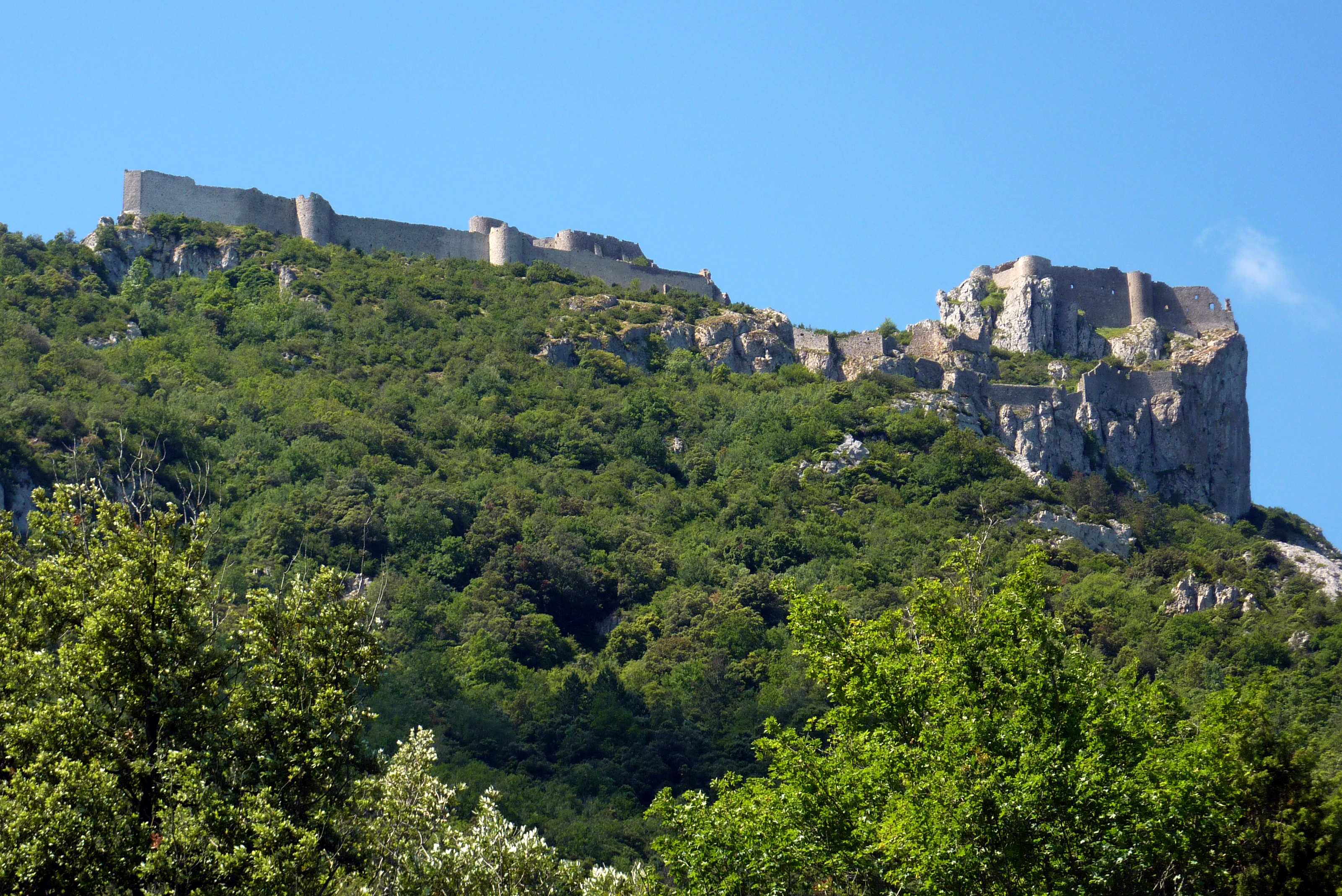
Le château vu depuis le parking d'accès.
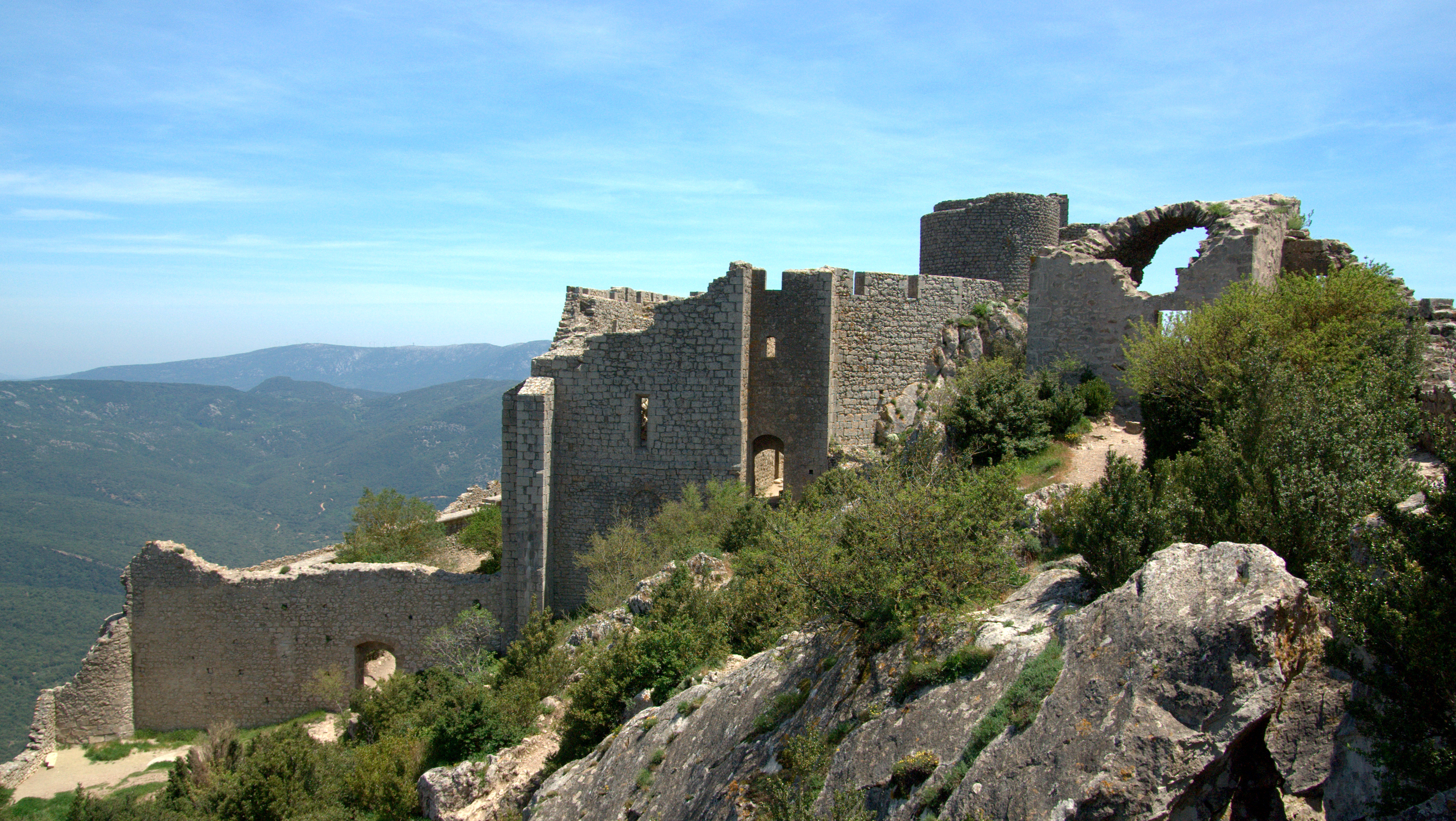
La partie basse du château.
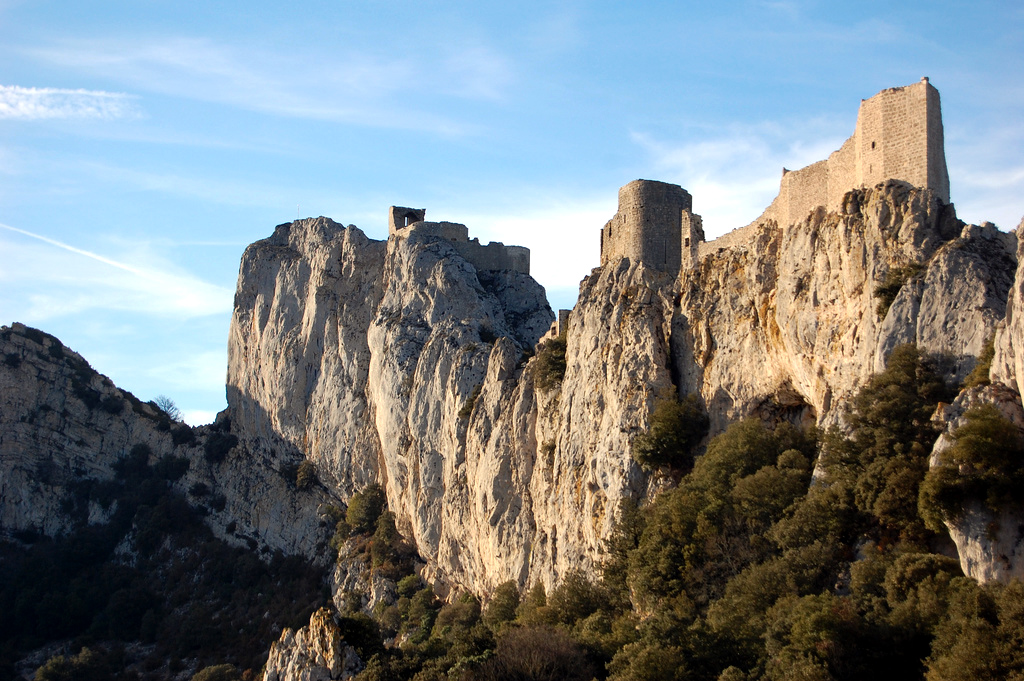
Le château protégé par un abrupt spectaculaire côté ouest.
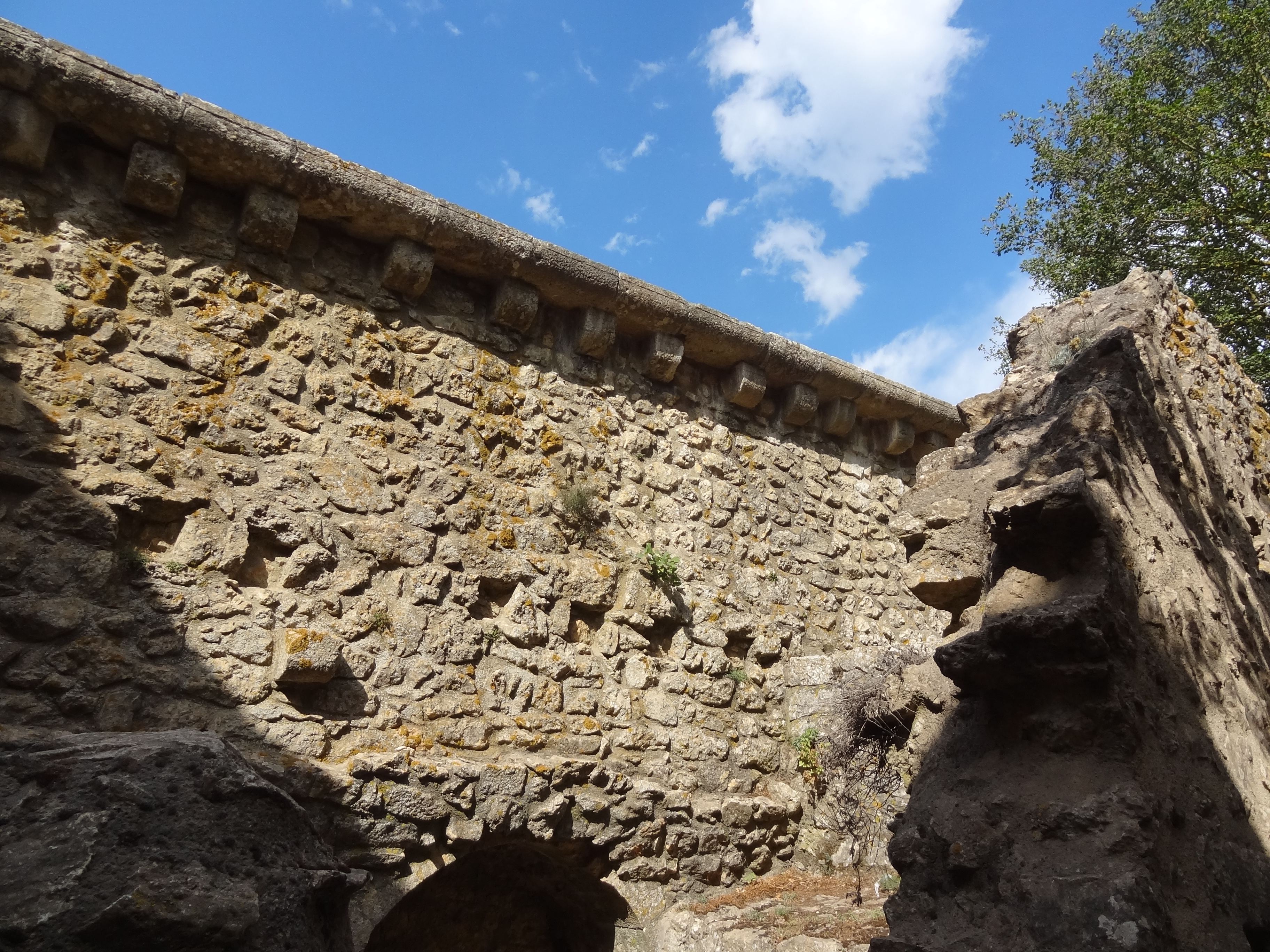
Détail d'une courtine du bas-château.
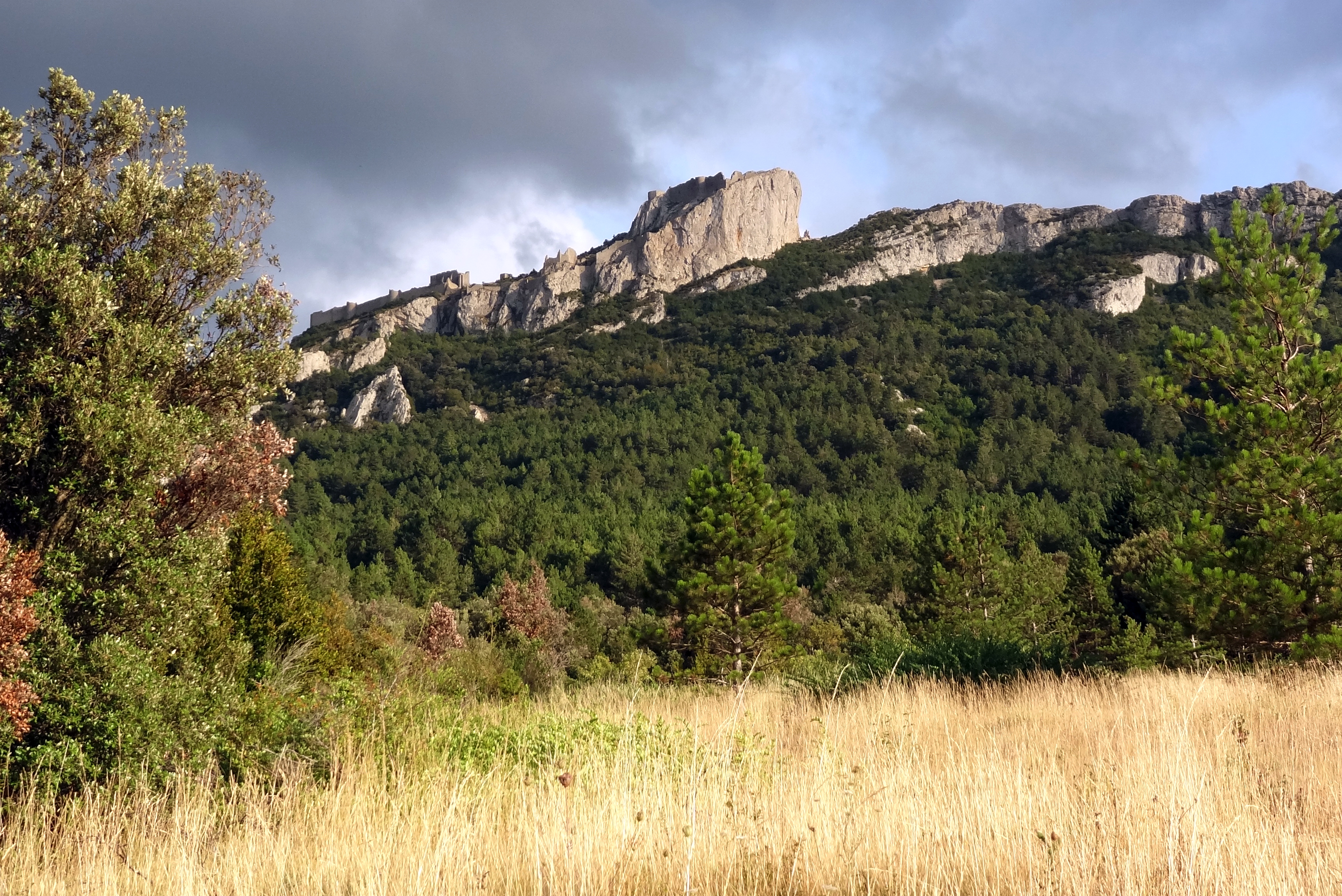
Vue générale du château depuis la vallée du Verdouble.
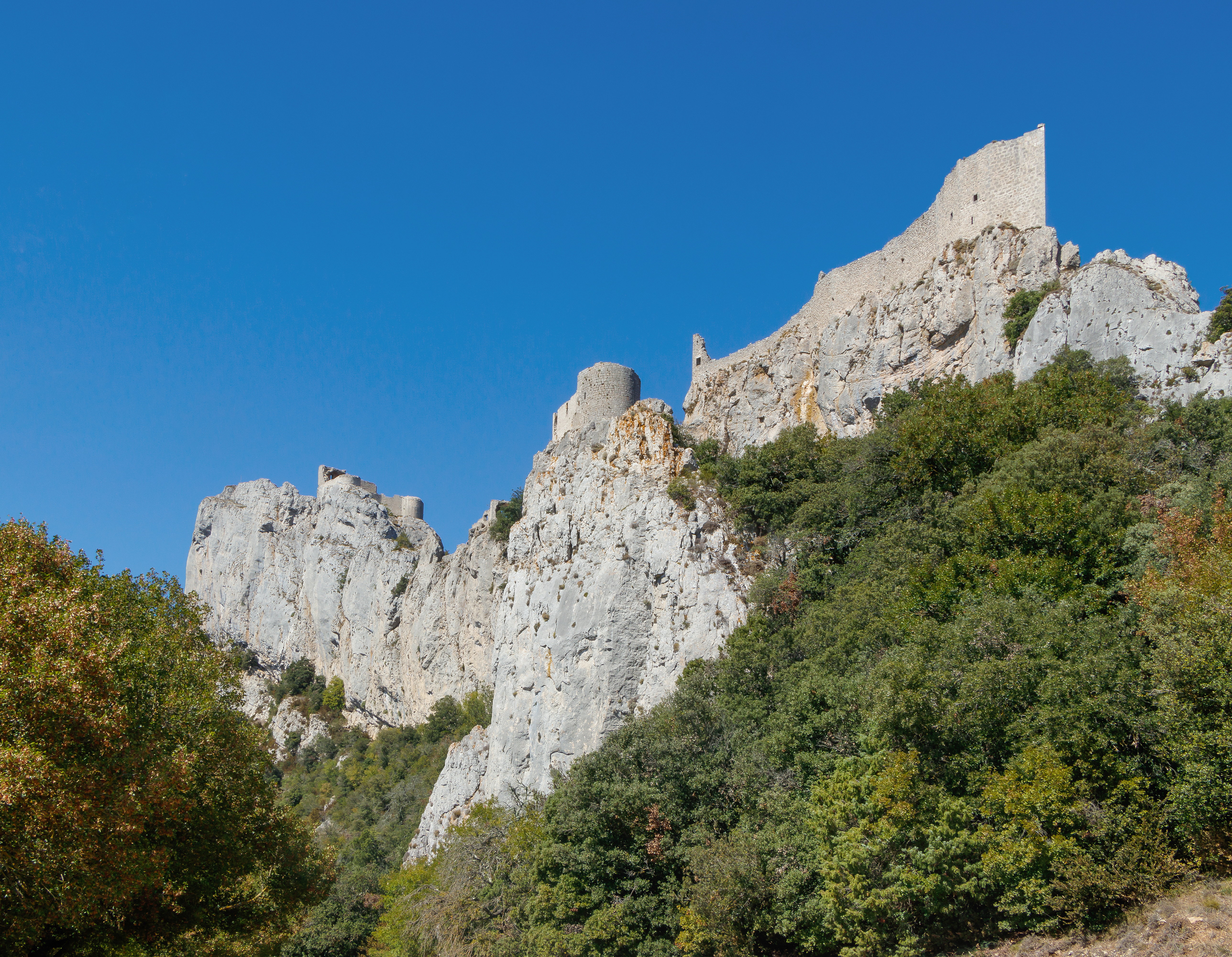
Autre vue du château.
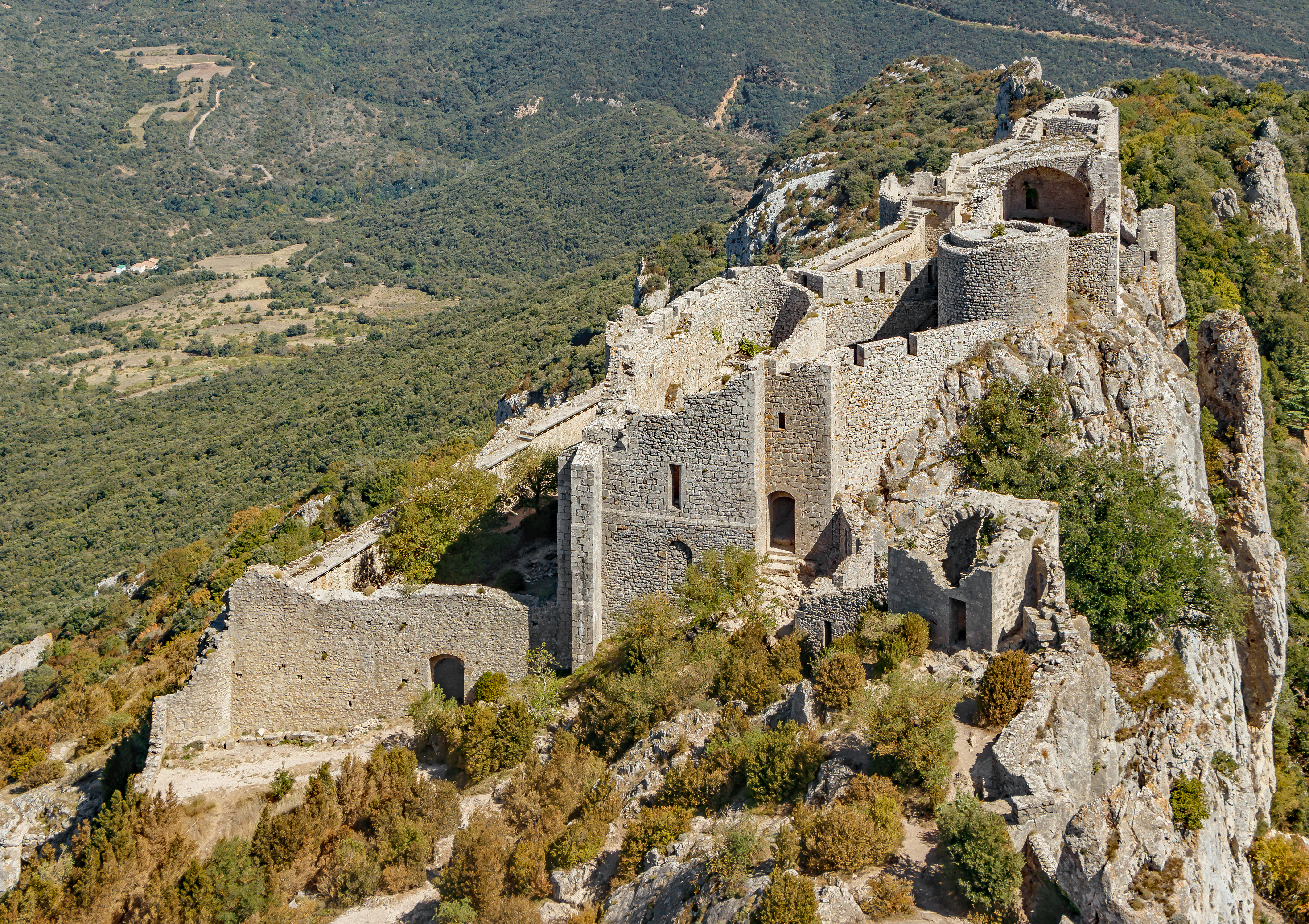
Vue aérienne du château.

| Lastours Cité de Carcassonne Puilaurens Montségur Puivert Arques Termes Villerouge- Termenès Peyrepertuse Quéribus Aguilar Toulouse Carcassonne Foix Minerve Narbonne vers Montpellier vers Perpignan Méditerranée |